# Typhloiulus mirus
Typhloiulus mirus är en mångfotingart som beskrevs av Manfredi. Typhloiulus mirus ingår i släktet Typhloiulus och familjen kejsardubbelfotingar. Inga underarter finns listade i Catalogue of Life.